# Château de la Maison Rouge
Le château de la Maison Rouge est situé à La Bruère-sur-Loir dans le département de la Sarthe, en France. L'ancien château, détruit en 1862 par Augustin de Jourdan de Savonnières, fut reconstruit à la fin du XIXe siècle.

## Histoire
L'actuel château de la Maison Rouge, en tuffeau et briques, a été bâti vers 1880, à la place de l'ancienne demeure détruite par le comte qui la trouvait trop petite et en mauvais état,.
En effet, au XIXe siècle, la famille de Jourdan de Savonnières prit la décision d'abattre l'ancien château et de construire un nouvel édifice. Seule subsiste la chapelle attenante qui ne fut pas touchée.

### Origines
Selon Charles Vergnaud, le premier manoir construit à l'emplacement de la Maison Rouge l'aurait été au XIIIe ou XIVe siècle par un chevalier croisé, sur un terrain nommé sablonarii (la sablonnière), dépendant du Grand Perray.
À cette occasion, ce chevalier se soumit à une redevance singulière : il se serait obligé, lui et ses successeurs à se présenter au Grand Perray à la Saint Martin d'hiver, menant une charrette attelée de quatre bœufs avec une haquenée blanche, et dans la chârte (charrette) un roitelet dans une cage, en offrant un bouquet de violettes et un baiser à la rose (un gâteau parfumé) au seigneur du Grand Perray.
Aussi loin que remontent les documents, au XVIe siècle, on trouve comme propriétaire la famille de Rougé, puis par alliance la famille de Savonnières. Par une autre alliance au XIXe siècle, le domaine passera dans la famille de Jourdan.

### 1554-1620: famille de Rougé
Antoine de Rougé était sieur de la Maison Rouge en 1554.
Gilles de Rougé, écuyer, est seigneur de la Maison Rouge de 1589 à 1615. En épousant Charles de Savonnières vers 1620, sa fille Françoise fera passer le domaine dans cette famille.

### 1620-1832: famille de Savonnières
Charles de Savonnières, seigneur de la Gaillardière et Brûlon, Capitaine des Vaisseaux du Roi, fils d'Antoine et de Julienne de Dampierre, époux de Françoise de Rougé, né vers 1594 est le premier membre de la famille de Savonnières à avoir habité la Maison Rouge, de 1621 à 1688.
Nicolas de Savonnières, né en 1630 à La Bruère, fils des précédents, Capitaine au régiment de Piémont, qui épousa Marthe de Bastard en 1676 en fut propriétaire jusqu'en 1704, date de son décès à La Bruère.
Jacques de Savonnières, frère de Nicolas, premier Capitaine des galères du Roi et capitaine du port de Marseille possédait le domaine au début du XVIIIe siècle. À son décès (avant 1712) son épouse hérita de Maison Rouge qu'elle possédait encore en 1722.
Charles-René de Savonnières, chevalier, né vers 1689, fils de Jacques, épousa en 1726 à Vaas, Madeleine Lherbette. Il était propriétaire du château en 1722 et conserva la Maison Rouge jusqu'à son décès à La Bruère en 1759.
Jacques-René de Savonnières, chevalier, fils de Charles-René, né en 1739 à La Bruère, est cité comme seigneur de Maison Rouge en 1764 et 1784. Il épouse 1° 1762 Anne-Thérèse de La Rivière (1738-1767), arrière-arrière-petite-fille de Racan, et 2° Claude Chenard, dont (du 2°) : 
Jacques Jean-Baptiste Louis de Savonnières, marquis, né vers 1773 et décédé en 1837 à La Bruère, épousa en secondes noces Henriette Nepveu de Bellefille. Il fut maire de la commune de 1802 à 1830 et propriétaire de Maison Rouge de la fin du XVIIIe siècle jusqu'en 1837.

### 1832-1955: famille de Jourdan-Savonnières
Catherine Mathilde de Savonnières, fille des précédents, née en 1805 au Mans, décédée en 1876 à La Bruère, épousa en 1832 Auguste Georges de Jourdan. Décédé en 1835, donc avant son beau-père Jacques Jean Baptiste de Savonnières, Auguste Georges ne fut semble-t-il jamais propriétaire de Maison Rouge. C'est cependant lui qui, par son union, donna naissance à la branche de Jourdan de Savonnières.
Augustin Georges, Comte de Jourdan de Savonnières, fils des précédents, propriétaire de Maison Rouge à la fin du XIXe siècle. C’est lui qui fit reconstruire le château en s’installant à la Gagnerie le temps que les travaux soient achevés. Il était l’époux d’Élisabeth de Courtilloles qui lui donna deux fils. Il fut maire de la commune de 1864 à 1884.
Joseph-René, Vicomte de Jourdan de Savonnières second fils des précédents né à La Bruère en 1856, fut propriétaire de la Maison Rouge dès 1884, par la donation que lui en firent ses parents. Il s’allia avec Madeleine de la Fontaine de Follin qui lui donna 4 enfants : Henriette, Marguerite, Antoinette et Jacques. En 1906, le couple avait à son service une préceptrice pour l’éducation des 3 jeunes filles et 6 domestiques, dont un chargé exclusivement de la basse-cour. En 1914, année où il vendit le château de la Gagnerie, le Vicomte était toujours en possession de Maison Rouge.
Jacques Marie Joseph, Vicomte de Jourdan de Savonnières, né en 1883 à Orléans et décédé en 1955 à La Bruère, fils de Joseph-René détint le domaine après le décès de ses parents en 1938. Époux de Marie Émilie Perche, décédée en 1954 à La Bruère, il fut maire de la commune de 1954 à 1955. Jacques et son épouse restèrent sans postérité.

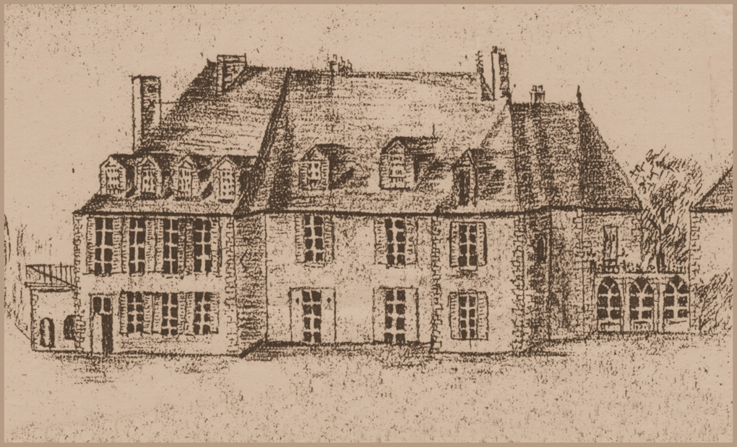
L'ancien château détruit en 1862
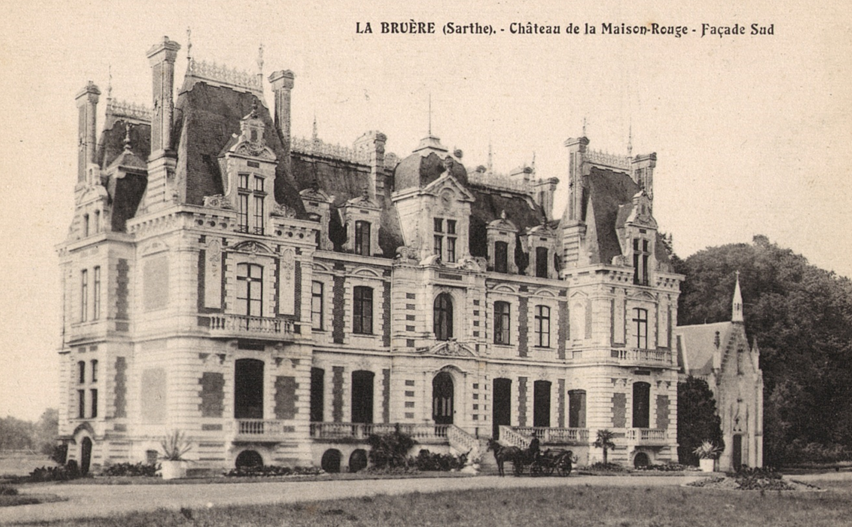
La Maison-Rouge en 1900
Armes de Savonnières
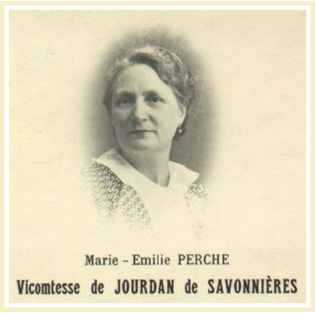
La Vicomtesse de Jourdan de Savonnières
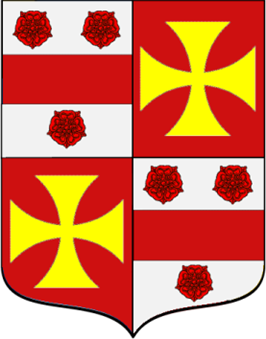
Armes de Jourdan de Savonnières

### 1955-2018: l'Œuvre des Apprentis d'Auteuil
Par testament, le domaine de Maison Rouge et ses nombreuses dépendances fut légué à l’œuvre des Orphelins Apprentis d’Auteuil qui en devint propriétaire en 1955. Le château devint un établissement d'enseignement, la « Maison Saint-Martin », jusqu'en 2014. 

### 2018: projet d'internat avorté
Le château a ensuite été vendu au groupe Diderot Éducation qui comptait l'intégrer aux écoles de Tersac pour la rentrée de septembre 2018. Mais des retards conduisent à reporter l'ouverture du futur établissement. Finalement, après de multiples reports, l'ouverture est définitivement abandonnée en 2022 et le propriétaire, Aldrick Allal, est mis en cause par le maire de la commune : « Il y a des malfaçons, il a été fait beaucoup de choses à moindre coût avec de la main-d’œuvre à pas cher. Des boxes à chevaux ont été bâtis sans permis de construire. M. Allal n’a jamais été sérieux ».
Fin 2024, le château a été acheté par Giles Corbin qui, après réalisation de travaux, prévoit d'ouvrir un hôtel en 2025.